# Mirassol d'Oeste
Mirassol d'Oeste è un comune del Brasile nello Stato del Mato Grosso, parte della mesoregione del Sudoeste Mato-Grossense e della microregione di Jauru.